# Cuisine et Dépendances
Cuisine et Dépendances je francouzský hraný film z roku 1993, který natočil Philippe Muyl jako adaptaci stejnojmenné divadelní hry Agnès Jaoui a Jeana-Pierra Bacriho. Snímek měl světovou premiéru dne 7. dubna 1993.

## Děj
Manželé Jacques a Martine pozvou své dva přátele, které už deset let neviděli, na večeři: úspěšný spisovatel a novinář a jeho manželka Charlotte. Mezi hosty jsou také Georges, přítel, který tam bydlí, a Fred, Martinin bratr, se svou přítelkyní Marylin. S odvoláním na dopravní zácpu dorazí host a jeho žena Charlotte se zpožděním hodinu a čtvrt.
Ve skutečnosti se v celém filmu nikdy nezobrazí průběh samotné večeře, protože postavy se ocitají v různých situacích v kuchyni.

## Obsazení
| Agnès Jaoui            | Charlotte |
| Jean-Pierre Bacri      | Georges   |
| Zabou Breitman         | Martine   |
| Sam Karmann            | Jacques   |
| Jean-Pierre Darroussin | Fred      |
| Laurent Benoît         | soused    |

## Ocenění
- César: nominace na nejlepšího herce ve vedlejší roli (Jean-Pierre Darroussin)